# Santa Cruz del Quiché
Santa Cruz del Quiché è un comune del Guatemala, capoluogo del dipartimento di Quiché.
L'abitato venne fondato nel 1539 e venne inizialmente popolato trasferendo un gruppo di persone da Utatlán, nome dato dai messicani all'antica città di Gumarkaah.